# Leu berber
Leul berber (Panthera leo leo / Panthera leo berberisca)  este o rudă apropiată a leului african și este una dintre cele mai rare rase de mamifere existente din lume. În prezent, pe Pământ mai subzistă circa 150 de exemplare de leu berber care trăiesc toate în captivitate. 
Leul berber este cel mai rar dintre lei și a dispărut din sălbăticie în 1927 când a fost împușcat ultimul exemplar liber. Masculii de leu berber, trăitori cu precădere în munții Atlas, aveau o coamă imensă, închisă la culoare, și difereau de alte subspecii prin forma craniului (fruntea mai înaltă și un botul mai îngust) și culoarea ochilor (diferită de a leilor din alte părți ale lumii). Leii berberi prezentau și un comportament social diferit de leii din savane, preferând să trăiască în perechi sau familii mici spre deosebire de leii din Serengetti.
Masculii acestei specii puteau ajunge până la greutatea de 230 kg, în timp ce femelele ajungeau până la 190 kg. Lungimea lor era de asemenea impresionantă, masculii atingeau și 3,4 m lungime în timp ce femelele ajungeau la 2,7 m.

## Supraviețuire doar în captivitate
În prezent, leul berber supraviețuiește doar crescut în captivitate și este puțin probabil ca el să fie vreodată eliberat în sălbăticie, deoarece habitatele potrivite au dispărut.
Multe mamifere terestre mari sunt periclitate din cauza unor activități umane, dar, paradoxal, supraviețuirea lor depinde exclusiv de oameni. Înmulțirea în captivitate și re naturalizarea, restricțiile asupra comerțului și planurile de acțiune specifice grupurilor de mamifere sunt singurele căi de protejare a acestor animale.

## Alte feline periclitate
Toate continentele își au propriile feline mari periclitate: în America de Sud este jaguarul, în America de Nord, puma (numită și leu sau panteră de munte, sau cuguar), în Africa, ghepardul, leopardul și leul comun, iar în India tigrul. Ceea ce amenință toate aceste mamifere este pierderea habitatului lor și activitatea braconierilor. 

## Legături externe
- Date legate de Panthera leo leo la Wikispecies
- Being Lion: Barbary Lion Information
- The Sixth Extinction Website: Barbary Lion - Panthera leo leo Arhivat în 3 martie 2016, la Wayback Machine.
- Barbary Lion